# Kongo (powieść)
Kongo (ang. Congo) – powieść z 1980 roku autorstwa Michaela Crichtona. Powieść koncentruje się na ekspedycji grupy naukowców mającej za zadanie znaleźć złoże przydatnych w przemyśle diamentów i zbadać przyczynę tajemniczej śmierci członków poprzedniej wyprawy. Podróż w gęsty las deszczowy Konga ma zostać wykorzystana również w celu zwrócenia wolności gorylicy imieniem Amy posługującej się językiem migowym.
W 1995 roku powstała ekranizacja powieści. Jej reżyserii podjął się Frank Marshall.